# Igors Kazanovs
Igors Kazanovs,( rus. Игорь Яковлевич Казанов)  född den 24 september 1963 i Daugavpils, Lettiska SSR, Sovjetunionen, är en lettisk före detta friidrottare som tävlade i häcklöpning.
Kazanovs främsta meriter kom inomhus på 60 meter häck. Han blev silvermedaljör vid inomhus-VM 1991 och bronsmedaljör vid inomhus-VM 1989. Vidare vann han fyra guldmedaljer vid inomhus-EM. 
På 110 meter häck var han i semifinal både vid Olympiska sommarspelen 1992 och 1996. Vidare var han i två VM-finaler (1987 och 1993) som bäst slutade han femma vilket han gjorde 1987. Dessutom var han i EM-final 1990 då han slutade sist. 

## Personliga rekord
- 60 meter häck - 7,42 från 1989
- 110 meter häck - 13,26 från 1993